# Panicum pellitum
Panicum pellitum är en gräsart som beskrevs av Carl Bernhard von Trinius. Panicum pellitum ingår i släktet vipphirser, och familjen gräs. Inga underarter finns listade i Catalogue of Life.

## Bildgalleri

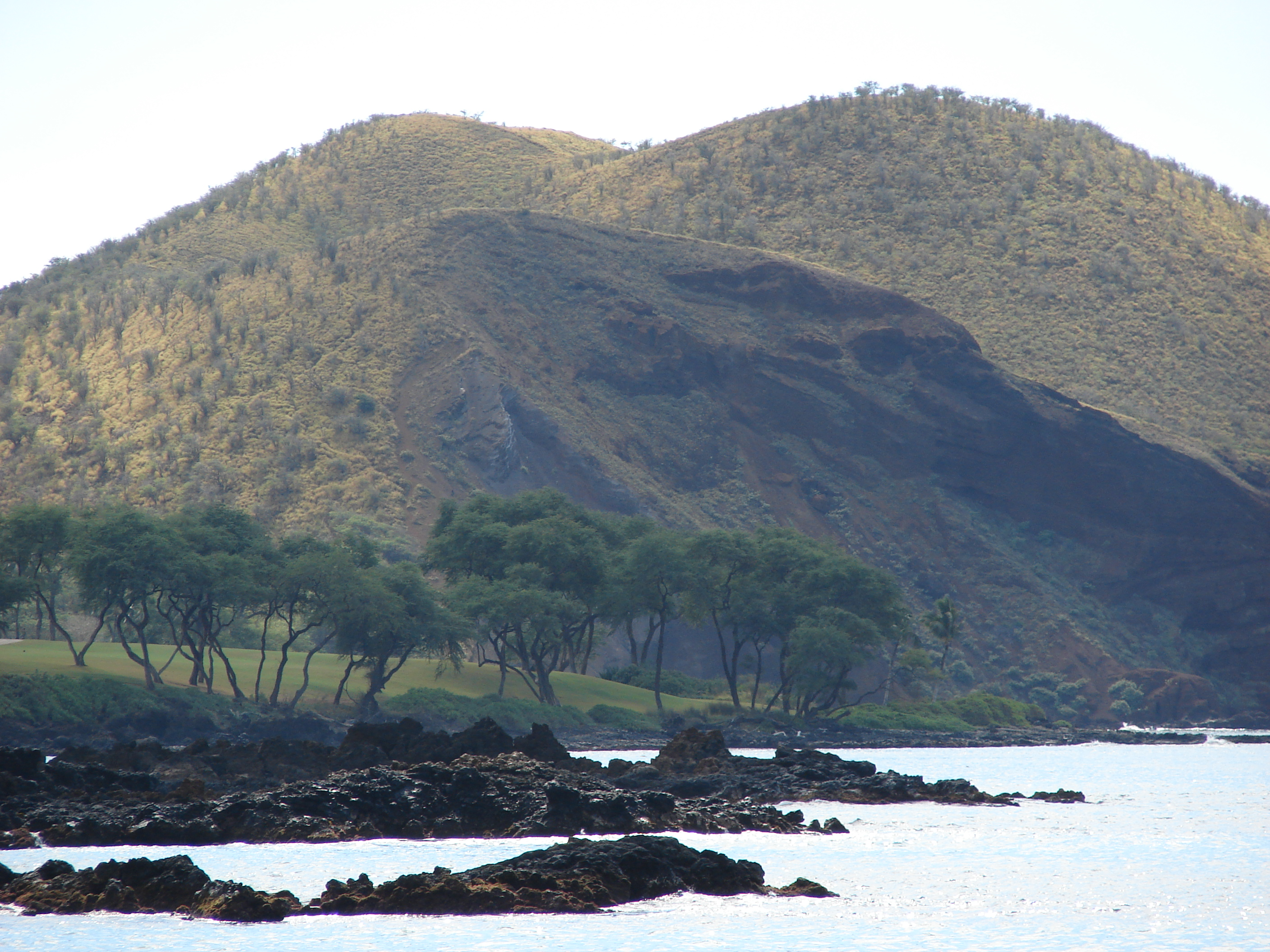